# Fotbal amputovaných
Fotbal amputovaných je fotbal pro lidi, kteří nemají jednu dolní končetinu (výjimkou je dle pravidel brankář, který nemá jednu horní končetinu). Jeden tým tvoří 7 lidí, z toho 6 v poli. Všechny turnaje řídí World Amputee Football Federation.

## Dějiny
Počátky tohoto sportu lze vysledovat v Evropě na počátku 20. století. Hru, která se hraje dnes[kdy?], vymyslel Don Bennett. V roce 1984 se v Seattlu konalo první MS. 
V roce 2010 vznikl po zemětřesení na Haiti fotbalový tým Zaryen.
V roce 2023 se Marcin Oleksy z klubu Warty Poznaň stal prvním fotbalistou, který prodělal amputaci, který vyhrál cenu FIFA Puskás za nejkrásnější gól roku. Cena byla předána na ceremoniálu The Best FIFA Football Awards 2022.

## Turnaje

### ME
Mistrovství Evropy je mezinárodní fotbalový turnaj pořádaný EAFF (fotbalová organizace pro tento sport v Evropě).

#### Ročníky
| Ročník | Rok  | Hostitelská země        | Období                 | Počet zúčastněných zemí | Zlato   | Skóre | Stříbro   | Bronz  | Skóre | 4. místo  | Zdroj |
| 1      | 2017 | Turecko, Istanbul       | 1.–10. října           | 12                      | Turecko | 2:1   | Anglie    | Polsko | 3:1   | Španělsko | [ 1 ] |
| 2      | 2021 | Polsko, Krakov          | 12.–19. září           | 14                      | Turecko | 6:0   | Španělsko | Polsko | 1:0   | Rusko     | [ 2 ] |
| 3      | 2024 | Francie, Horní Savojsko | 31. květen – 9. červen | 16                      | Turecko | 3:0   | Španělsko | Polsko | 1:0   | Anglie    | [ 3 ] |

### MS
Mistrovství světa pořádá WAFF. Poprvé se konalo v roce 1984 v Seattlu.

#### Medailové pořadí
- Rusko (5)
- Brazílie (3)
- Uzbekistán (3)
- Anglie (2)
- Angola (1)
- Turecko (1)
- Salvador (1)

### Mistrovství světa žen
- První ročník se hrál v roce 2024.

### Africké mistrovství
První ročník se konal v roce 2007.

#### Medailové pořadí
- Libérie (3)
- Ghana (2)
- Angola (1)

### Asijské mistrovství
Pořadí západní Asie:
- 1.  Írán
- 2.  Uzbekistán
- 3.  Irák
- 4.  Palestina
- 5.  Indie

Pořadí východní Asie:
- 1.  Japonsko
- 2.  Indonésie

### Další soutěže
- Amp Futbol Cup
  - Podhale Amp Futbol Cup
    - Podhale Amp Futbol Cup 2015
    - Podhale Amp Futbol Cup 2016
- Catalunya Cup ve fotbale amputovaných
  - Catalunya Cup ve fotbale amputovaných 2016
- Amputee football na Afrických parahrách 2023
Vítěz:  Ghana
- Volgogradský pohár ve fotbale amputovaných
Vítěz:  Rusko

### Klubové soutěže

#### Národní soutěže
Vlastní soutěž ve fotbale amputovaných mají tyto země:
- Mistrovství Itálie ve fotbale amputovaných
- Anglická liga
- Salvadorská liga
- Ruská liga
- Íránská liga
- Argentinská liga
- Brazilská liga
- Americká liga
- Turecká liga
- Amp Futbol Ekstraklasa

#### Mezinárodní soutěže
- Liga mistrů EAFF

## Pravidla
Oficiální pravidla schválená FIFA jsou:
- Amputovaný je definován jako někdo, kdo je „zkrácený“ minimálně v kotníku nebo zápěstí nebo v jejich blízkosti.
- Hráči v poli mohou mít dvě ruce, ale pouze jednu nohu, zatímco brankáři mohou mít dvě nohy, ale pouze jednu ruku.
- Hra se hraje s kovovými berlemi a bez protéz, jedinou výjimkou je, že oboustranně amputovaní mohou hrát s protézou.
- Hráči nesmí používat berle k postupu, kontrole nebo blokování míče. Takové jednání bude potrestáno stejným způsobem jako přestupek v házené. Je však tolerován náhodný kontakt mezi berlí a míčem.
- Hráči nesmějí používat své zbývající končetiny k postupu, kontrole nebo blokování míče. Takové jednání bude potrestáno stejným způsobem jako přestupek v házené. Je však tolerován náhodný kontakt mezi zbytkovou končetinou a míčem.
- Musí se nosit chrániče holení.
- Použití berlí k zákroku na protihráči povede k vyloučení ze hry a pokutovému kopu pro tým soupeře.
- Hřiště měří maximálně 70x60 metrů
- Rozměry branek jsou 2,2 metru max. (výška)x5 metrů max. (šířka)x1 metr (hloubka)
- Je použit standardní míč FIFA
- Hry se skládají ze dvou 25minutových poločasů, mezi nimiž je desetiminutová přestávka
- Oba týmy mají povolený dvouminutový oddechový čas na zápas
- Mezinárodní pravidla stanoví, že tým se skládá ze šesti hráčů v poli a brankáře. Některé turnaje však vyžadují týmy čtyř hráčů v poli plus brankáře, jako tomu bylo v Sierra Leone.
- Brankář nesmí opustit své území. Pokud k tomu dojde úmyslně, brankář bude vyloučen ze hry a tým soupeře kope pokutový kop.
- Kdykoli během hry lze provést neomezený počet střídání.